# Centre de contrôle Mercury
Le centre de contrôle Mercury (en anglais : Mercury Control Center), également connu sous le nom de Building 1385 ou simplement MCC, est le centre de contrôle de mission qui a assuré le contrôle et la coordination de toutes les activités associées au programme Mercury de la National Aeronautics and Space Administration (NASA) ainsi que du premier vol du programme Gemini, Gemini 3.
Il était situé sur la base de lancement de Cap Canaveral près du complexe de lancement 14.
Le bâtiment est construit entre 1956 et 1958 et utilisé pour des missions à partir de 1961.
L'installation a été agrandie en 1963 pour le programme Gemini mais les exigences plus complexes des vols ultérieurs des programmes Gemini et Apollo ont obligé un déménagement vers une installation plus grande située à Houston, le centre de contrôle de mission Christopher C. Kraft Jr..
Le MCC a continué d'être utilisé comme lieu d'entraînement avant de servir pour des visites touristiques jusqu'au milieu des années 1990.